# Brown (Kalifornia)
Brown (dawniej Mount Owen) – obszar niemunicypalny w Kern County, w Kalifornii (Stany Zjednoczone), na wysokości 729 m.